# 威廉·E·厄普约翰
威廉·E·厄普约翰（1853年6月15日—1932年10月18日）是一位美国医生和发明家，1875年毕业于密歇根大学医学院，1886年创建了以其姓氏命名的Upjohn制药公司，并担任公司总裁长达40年。